# 나의 사랑스런 조국, 나의 타고난 권리
나의 사랑스런 조국, 나의 타고난 권리(마셜어: Ij Yokwe Lok Aelon Eo Ao 이이 욕웨 록 아엘론 데오 아오)는 마셜 제도의 옛 국가로, 신탁 통치를 받던 1979년부터 독립 후인 1991년까지 사용되었다. 작사자는 불명이고, 사무엘 랑그린네가 작곡하였다.
이 노래는 마셜어 가사만 존재한다.

## 가사
| 마셜어 가사(신식표기법) | 발음(IPA 표기) | 영어 가사 |
| Ij io̧kwe ļo̧k aelōn̄ eo aō, Ijo iaar ļotak ie, Meļan ko ie, im iaļ ko ie, Im iiāio ko ie. Ij jāmin ilo̧k jāne, Bwe ijo jikū em̧ool, Im aō ļām̧oran indeeo. Em̧m̧an 'ļan̄n̄e inaaj mej ie. | [itʲ i̯ɒ.kwɛ lˠɒkʷ ɑe̯.lʲɤŋ ɛ̯ɔ ɑ.ɤ] [i.tʲɔ i̯ɑːrˠ lʷɔ.tˠɑk i̯ɛ] [mʲɛ.lˠɑnʲ kɔ i̯ɛ imʲ i.ɑlˠ kɔ i̯ɛ] [imʲ iː.æ.i̯o kɔ i̯ɛ] [itʲ tʲæ.mʲinʲ i.lʲɒkʷ tʲæ.nʲɛ] [pwɛ i.tʲɔ tʲi.kɯ ɛ.mˠɔːlʲ] [imʲ ɑɤ̯ lˠæ.mˠɔ.rʷɑnʲ inʲ.rʲeː.ɔ] [ɛmˠ.mˠɑnʲ lˠɑŋ.ŋɛ i.nʲɑːtʲ mʲetʲ i̯ɛ] | I love my islands, Where I was born, The surroundings, the paths, And the gatherings. I cannot leave here, Because this is my rightful place, My family heritage is forever here. It is best for me to die here. |

## 해석
난 내가 태어났을 때부터 이 나라를 사랑했네.
환경, 골목길, 그리고 군중들은
당연한 나의 땅에 계속 있을 수 없다네.
가족들의 재산은 영원하리. 비록 내가 죽더라도 이곳은 최고라네.